# 毛木駅
毛木駅（けぎえき）は、広島県広島市安佐北区安佐町飯室に存在した西日本旅客鉄道（JR西日本）可部線の駅（廃駅）。
可部線非電化区間（可部 - 三段峡間）の廃線に伴い、2003年（平成15年）12月1日に廃止された。

## 歴史

### 年表
- 1956年（昭和31年）
  - 11月19日：国鉄可部線の東毛木仮乗降場（ひがしけぎかりじょうこうじょう）として安佐郡安佐町飯室に開業[1]。
  - 12月20日：駅に昇格、改称し毛木駅となる[1]。旅客駅[1]。気動車の旅客のみを取り扱う駅員無配置駅[2]。
- 1972年（昭和47年）9月1日：国鉄（→JR）の特定都区市内制度が広島市に導入されたが、当駅は「広島市内」の駅から除外される[3][注釈 1]。
- 1973年（昭和48年）5月1日：国鉄（→JR）の特定都区市内制度における「広島市内」の駅となる[4]。
- 1987年（昭和62年）4月1日：国鉄分割民営化によりJR西日本が継承[1]。
- 2003年（平成15年）12月1日：廃止。

## 駅構造
単式ホーム1面1線のみを持つ地上駅。無人駅で駅舎はなく、線路の西側に設置されたホームの上に待合所があるだけだった。

## 利用状況
以下の情報は、広島市統計書および広島市勢要覧に基づいたデータである。
| 年度               | 1日平均 乗車人員 | 年度毎 総数 | 定期券 総数 | 普通券 総数 |
| ------------------ | ---------------- | ----------- | ----------- | ----------- |
| 1968年（昭和43年） | 139.0            | 101,477     | 88,872      | 12,605      |
| 1969年（昭和44年） | 137.4            | 100,300     | 89,924      | 10,376      |
| 1970年（昭和45年） | 123.6            | 90,208      | 78,794      | 11,414      |
| 1971年（昭和46年） | 133.4            | 97,625      | 83,942      | 13,683      |
| 1972年（昭和47年） | 125.6            | 91,669      | 79,730      | 11,939      |
| 1973年（昭和48年） | 120.9            | 88,226      | 70,746      | 17,480      |
| 1974年（昭和49年） | 114.9            | 83,867      | 68,432      | 15,435      |
| 1975年（昭和50年） | 113.3            | 82,932      | 65,436      | 17,496      |
| 1976年（昭和51年） | 112.9            | 82,442      | 62,602      | 19,840      |
| 1977年（昭和52年） | 101.8            | 74,298      | 56,346      | 17,952      |
| 1978年（昭和53年） | 90.9             | 66,386      | 52,806      | 13,580      |

以上の1日平均乗車人員は、乗車数と降車数が同じであると仮定し、年度毎総数を365（閏年が関係する1971・1975年は366）で割った後で、さらに2で割った値を、小数点第二位で四捨五入。小数点一位の値にした物である。
| 年度                | 1日平均 乗車人員 |
| ------------------- | ---------------- |
| 1979年（昭和54年）  | 92               |
| 1980年（昭和55年）  | 81               |
| 1981年（昭和56年）  | 92               |
| 1982年（昭和57年）  | 93               |
| 1983年（昭和58年）  | 97               |
| 1984年（昭和59年）  | 100              |
| 1985年（昭和60年）  | 89               |
| 1986年（昭和61年）  | 80               |
| 1987年（昭和62年）  | 82               |
| 1988年（昭和63年）  | 82               |
| 1989年（平成 元年） | 71               |
| 1990年（平成02年）  | 60               |
| 1991年（平成03年）  | 61               |
| 1992年（平成04年）  | 73               |
| 1993年（平成05年）  | 70               |
| 1994年（平成06年）  | 64               |
| 1995年（平成07年）  | 49               |
| 1996年（平成08年）  | 45               |
| 1997年（平成09年）  | 43               |
| 1998年（平成10年）  | 45               |
| 1999年（平成11年）  | 41               |
| 2000年（平成12年）  | 33               |
| 2001年（平成13年）  | 29               |
| 2002年（平成14年）  | 24               |
| 2003年（平成15年）  | 19               |

乗車数グラフ

## 駅周辺
駅の西側を広島県道267号宇津可部線が通り、その西側を太田川が流れ、すぐそばにある壬辰橋で対岸の広島市安佐北区安佐町毛木に渡ることができる。駅の真上を広島自動車道（中国横断自動車道広島浜田線）が通っていた。
- 広島交通「毛木会館前」停留所

## 現状
待合室、線路と共に撤去されている。

## 隣の駅
西日本旅客鉄道（JR西日本）
可部線
安芸亀山駅 - 毛木駅 - 安芸飯室駅